# Allium membranaceum
Allium membranaceum là một loài thực vật có hoa trong họ Amaryllidaceae. Loài này được Munz & Keck ex Ownbey mô tả khoa học đầu tiên năm 1972.